# Щусев, Павел Викторович
Павел Викторович Щусев (16 января 1880, Кишинёв, Бессарабская губерния — 9 октября 1957, Москва) — советский инженер-строитель. Специалист по строительству мостов. Доктор технических наук, профессор, член-корреспондент Академии архитектуры СССР. Брат архитектора А. В. Щусева и автор воспоминаний о нём.

## Биография
Павел Щусев родился 16 января 1880 года в Кишинёве в многодетной семье отставного земского чиновника Виктора Петровича (1824—1889) и Марии Корнеевны Щусевых. Отец и мать умерли, когда Павлу было девять лет. Благодаря помощи родственников и земства Павел и его старший брат Алексей сумели благополучно окончить гимназию и продолжить образование в Санкт-Петербурге.
В 1906 году Павел Щусев окончил Санкт-Петербургский Институт инженеров путей сообщения. Уже в 1907–1909 годах он впервые в России применил метод кладки каменных сводов секциями с последующей заделкой швов — эту технологию он использовал при работе на Аничковом мосту в Санкт-Петербурге.
В 1910–1916 годах, во время строительства второго пути Забайкальской и Кругобайкальской железных дорог, П. В. Щусев спроектировал и свыше ста мостов. Кроме того, он реконструировал перевальный тоннель-галерею через Яблоновый хребет, не прерывая движение поездов. В этих работах он впервые применил дощатые кружала в виде двухшарнирной арки двутаврового сечения.
П. В. Щусев также стал первым в стране, кто провёл измерения температуры бетона — как во время кладки, так и в готовых конструкциях. Эти исследования он осуществил в 1916–1918 годах при строительстве крупнейших в России бетонных виадуков на железнодорожной линии Казань-Екатеринбург. Полученные данные были использованы при составлении общесоюзных норм расчёта массивных мостов с учётом температурных воздействий.
Много занимался строительством мостов, написал ряд работ на эту тему. В 1926 году он разработал и описал передовой метод применения предварительного напряжения в сводах при помощи гидродомкратов. Параллельно вёл углублённую работу по изучению температурных напряжений в различных сооружениях. В период с 1933 по 1939 год он проводил комплексные исследования температурного режима в плотинах разных типов и бетонных стенках варочного оборудования. В 1935 году инженер выполнил важные расчёты термических напряжений в фундаментах коксовых и доменных печей, а также разработал методику расчёта температурных напряжений в фундаментных плитах прямоугольного сечения, используя метод конечных разностей.
Принимал участие в проектировании и строительстве сооружений Всероссийской сельскохозяйственной и кустарно-промышленной выставки 1923 года. П. В. Щусев неоднократно работал в паре со своим братом. Он был автором проекта деревянных конструкций первого мавзолея Ленина, а позднее участвовал в проектировании железобетонных конструкций нынешнего мавзолея.
С 1933 по 1938 год П. В. Щусев возглавлял научно-исследовательскую группу НИС МИСИ, занимавшуюся изучением возможностей применения плавленых горных пород в строительстве. Под его руководством были созданы несколько проектов, включая балочный мост, трубу диаметром 2 метра, а также арочный мост пролётом 100 метров и тюбинги из сталедиабаза.
Особое внимание П. В. Щусев уделял внедрению бетонных и железобетонных конструкций в строительную практику. В 1929 году он разработал проекты типовых бетонных труб для прокладки под железнодорожным полотном. Годом позже создал проект железобетонного арочного моста через Старый Днепр у Хортицы с пролётом 230 метров. В 1932 году инженер представил эскизы однопролётного железобетонного моста через Москву-реку, а в 1936 году выступил с предложением о строительстве Новоарбатского моста с оригинальными косыми железобетонными сводами. В военном 1944 году Щусев подготовил эскизный проект разводного железобетонного моста через Волхов в Новгороде.
На протяжении своей карьеры Павел Викторович руководил проектированием многих крупных мостовых сооружений и проводил экспертизу многочисленных строительных проектов. С 1928 по 1936 год он работал постоянным консультантом по проектированию московских городских мостов, многие из которых были построены с учётом его технических предложений.
П. В. Щусев активно участвовал в профессиональных конкурсах, неоднократно получая высшие награды. В 1921 году он совместно с архитектором И. В. Жолтовским получил первую премию за проект Большого Каменного моста в Москве. В 1928 году его проект моста через Куру в Тбилиси был удостоен второй премии, а в 1930 году работа над мостом через Оку в Нижнем Новгороде вновь принесла ему первую премию. По этому последнему проекту в 1933 году был построен Канавинский мост.
С 1924 года выступал с лекциями, докладами и статьями. в которых пропагандировал архитектуру. Принимал активное участие в реставрации важнейших памятников архитектуры во Владимире, Калязине, Загорске, а также в восстановлении Новгорода, Киева и своего родного Кишинёва.
С 1919 по 1930 год он преподавал в нескольких ведущих учебных заведениях: Московском политехническом институте, Московском институте инженеров транспорта, Иваново-Вознесенском политехническом институте и Высшем инженерно-строительном училище. В этих вузах он читал курсы по строительной механике, каменным мостам и набережным, металлическим конструкциям, а также проводил практические занятия по массивным деревянным и металлическим конструкциям и руководил дипломным проектированием мостов. Позже, с 1939 по 1949 год, он продолжил преподавательскую работу в качестве профессора Московского архитектурного института.
Кандидат технических наук, доктор технических наук (1943), член-корреспондент Академии архитектуры СССР (1944), член Союза архитекторов СССР (1942). Награждён почётной грамотой (1933). Принимал участие в проектировании и строительстве более 100 крупных сооружений, автор около 80 научных публикаций, включая капитальный труд «Мосты и их архитектура».
После смерти своего брата, архитектора Алексея Щусева, Павел стал хранителем его архива. В 2011 году вышла его книга воспоминаний об Алексее Щусеве.
Жил в Москве по адресу: Улица Чаплыгина, дом 1а. Умер 9 октября 1957 года. Похоронен на Ваганьковском кладбище.

## Сочинения
- Щусев П. В. Новые московские мосты // Архитектура СССР. — 1936. — № 8.
- Щусев П. В. Москворецкие мосты // Архитектура СССР. — 1938. — № 3.
- Щусев П. В. Мосты и их архитектура. — М.: Гос. изд-во лит. по стр-ву и архитектуре, 1953.
- Щусев П. В. Страницы из жизни академика А. В. Щусева. — М., 2011.